# Фінал клубного чемпіонату світу з футболу 2019
Фінал Клубного чемпіонату світу з футболу 2019 — фінальний матч Клубного чемпіонату світу 2019, футбольного турніру для клубів-чемпіонів кожної з шести конфедерацій ФІФА та чемпіона країни-господарки турніру. Матч відбувся 21 грудня 2019 року на стадіоні «Халіфа» у місті Доха, Катар.
У матчі зіграли англійський «Ліверпуль» (переможець Ліги чемпіонів УЄФА 2018/19) і бразильський «Фламенгу» (володар Кубка Лібертадорес 2019 року.) Англійський клуб в додатковий час завдяки голу Роберто Фірміно здобув перемогу 1:0, вперше вигравши цей трофей.

## Учасники
| Клуб        | Конфедерація | Кваліфікувався як                      | Попередні участі (виділено жирним роки перемог) |
| ----------- | ------------ | -------------------------------------- | ----------------------------------------------- |
| «Ліверпуль» | УЄФА         | Переможець Ліги чемпіонів УЄФА 2018/19 | МК: 2 (1981, 1984) КЧС: 1 (2005)                |
| «Фламенгу»  | КОНМЕБОЛ     | Володар Кубка Лібертадорес 2019        | МК: 1 (1981)                                    |

Примітка: 27 жовтня 2017 року ФІФА офіційно визнала, що всі чемпіони Міжконтинентального кубка мають рівний статус з переможцями Клубного чемпіонату світу з футболу.
- МК: Міжконтинентальний кубок (1960—2004)
- КЧС: Клубний чемпіонат світу (2000, 2005—2019)

## Стадіон

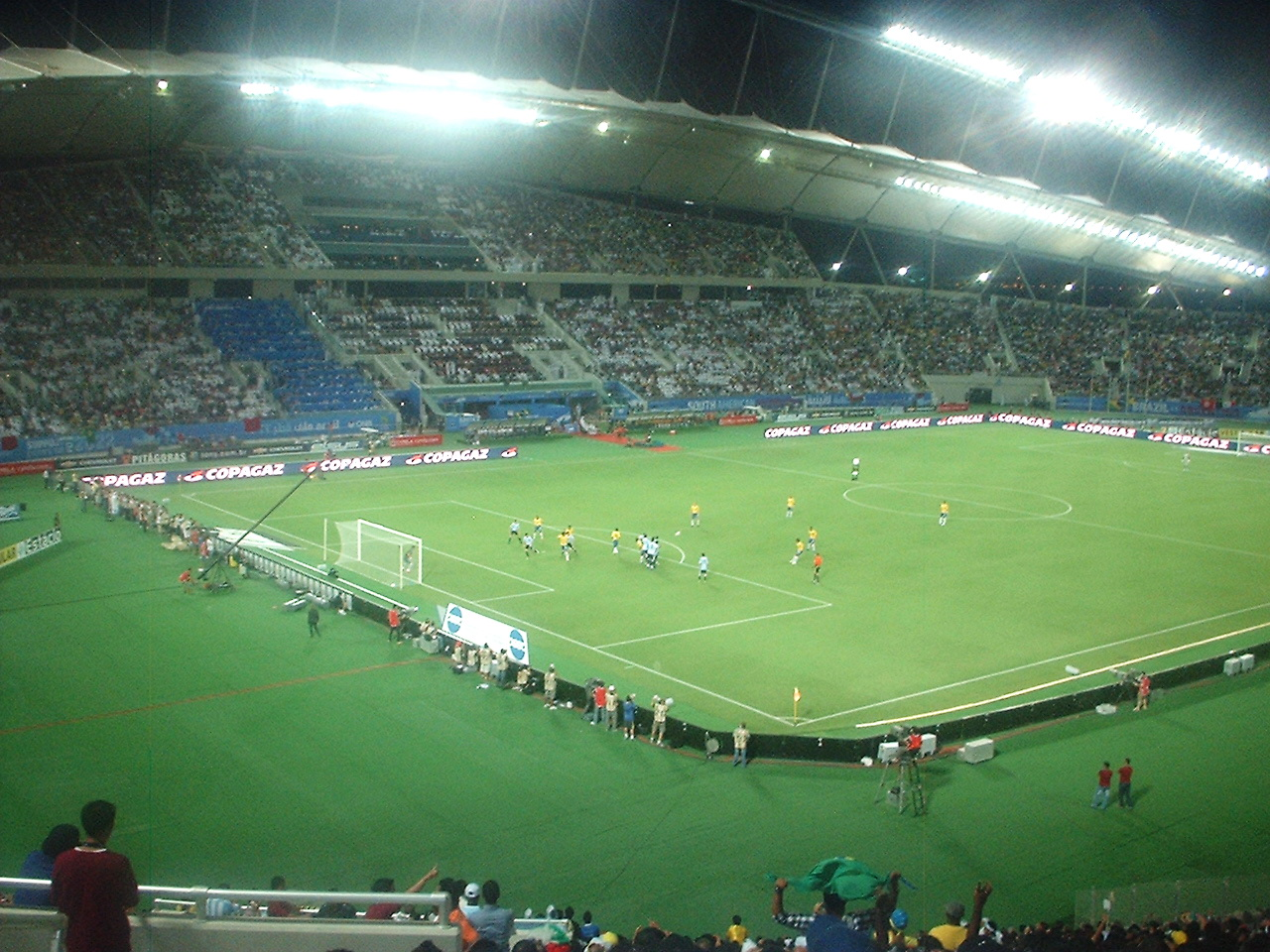
Стадіон «Халіфа», на якому пройшла фінальна гра.

Матч пройшов на стадіоні «Халіфа» у місті Доха, Катар. Раніше на арені вже проходили міжнародні змагання, зокрема Кубок Азії з футболу 2011 року, включно з фіналом, а також арена включена до списку стадіонів, що приймуть Чемпіонат світу з футболу 2022 року. Спочатку фінал (разом з другим матчем півфіналу та грою за третє місце) повинен був відбутися на стадіоні «Ед'юкейшн Сіті», що теж знаходиться у Досі. Однак матчі були перенесені після того, як відкриття міського стадіону було перенесено на початок 2020 року.

## Передумови
Матч став повторенням Міжконтинентального кубка 1981 року. У тому матчі «Фламенго» здобув впевнену перемогу над англійським клубом з рахунком 3:0, здобувши свій єдиний трофей, після чого більше за титул чемпіона світу не боровся. «Ліверпуль» же зе двічі брав участь у вирішальному матчі, у 1984 та 2005 роках, програвши в обох випадках «Індепендьєнте» та «Сан-Паулу» відповідно..

## Шлях до фіналу
| «Ліверпуль» | «Ліверпуль» | Team                         | «Фламенгу»   | «Фламенгу» |
| ----------- | ----------- | ---------------------------- | ------------ | ---------- |
| Суперник    | Результат   | Клубний чемпіонат світу 2019 | Суперник     | Результат  |
| «Монтеррей» | 2–1         | Півфінал                     | «Аль-Хіляль» | 3–1        |

### «Ліверпуль»
«Ліверпуль» кваліфікувався на Клубний чемпіонат світу як переможець Ліги чемпіонів УЄФА 2018/19, обігравши «Тоттенгем Готспур» у фіналі турніру. Раніше клуб грав на Клубному чемпіонаті світу 2005 року, де програв у фіналі іншому бразильському клубу «Сан-Паулу».
Через участь у клубному чемпіонаті світу «Ліверпуль» змушений був виставити на гру чвертьфіналу Кубка Футбольної ліги 2019/20 проти «Астон Вілли» юнацьку команду, яка програла 0:5. Цей матч відбувся 17 грудня 2019 року, лише за день до першої гри «червоних» на клубному чемпіонату світу, через що «Ліверпуль» фактично змушений був пожертвувати внутрішнім кубком заради можливості здобуття міжнародного трофею.
Тут же у півфіналі англійська команда мала зіграти проти найкращої команди КОНКАКАФ, мексиканського «Монтеррея». «Червоні» вийшли вперед на 12-й хвилині завдяки голу Набі Кейта з передачі Мохаммеда Салаха. Через дві хвилини «Монтеррей» вирівняв рахунок, коли Рохеліо Фунес Морі добив мяч у ворота, після того як Аліссон відбив удар Хесуса Гальярдо. «Ліверпуль» мав кілька шансів знову вийти вперед, але переможний гол забив вийшовший на заміну Роберто Фірміно, який відзначився на першій компенсованій хвилині до другого тайму з передачі Трента Александера-Арнольда.

### «Фламенгу»
«Фламенгу» кваліфікувався на Клубний чемпіонат світу як володар Кубка Лібертадорес 2019 року, здолавши у фіналі аргентинський «Рівер Плейт» (2:1) завдяки дублю Габріела Барбози в кінцівці гри (89 та 90+2 хвилина)
«Фламенгу» розпочав чемпіонат світу грою півфіналу проти переможця Ліги чемпіонів АФК, саудівського клубу «Аль-Хіляль» (Ер-Ріяд). Бразильці першими пропустили, коли на 18 хвилині завдяки голу Салема аль-Давсарі і на перерву пішли у статусі команди, що поступається. Але у другому таймі «Фламенгу» перевернуло гру і завдяки голам Джорджіана Де Арраскаети та Бруно Енріке, а також автоголу Алі Аль-Булаїхі здобуло впевнену перемогу 3:1.

## Матч
| 21 грудня 2019 20:30 AST |

| «Ліверпуль»         | 1–0      | «Фламенгу» |
| ------------------- | -------- | ---------- |
| Роберто Фірміно 99' | Протокол |            |

| «Халіфа», Доха Глядачів: 45,416 Арбітр: Абдулрахман Аль-Джассім (Катар) |

| Ліверпуль | Фламенго |

| GK               | 1  | Аліссон                  |       |        |
| RB               | 66 | Трент Александер-Арнольд |       |        |
| CB               | 4  | Вірджіл ван Дейк         |       |        |
| CB               | 12 | Джо Гомес                |       |        |
| LB               | 26 | Ендрю Робертсон          |       |        |
| CM               | 8  | Набі Кейта               |       | 100'   |
| CM               | 14 | Джордан Гендерсон        |       |        |
| CM               | 15 | Алекс Окслейд-Чемберлен  |       | 75'    |
| RF               | 11 | Мохаммед Салах           | 81'   | 120+1' |
| CF               | 9  | Роберто Фірміно          | 100'  | 106'   |
| LF               | 10 | Садіо Мане               | 45+1' |        |
| Запасні:         |    |                          |       |        |
| GK               | 13 | Адріан                   |       |        |
| GK               | 22 | Енді Лонерган            |       |        |
| DF               | 51 | Кі-Яна Гувер             |       |        |
| DF               | 72 | Сепп ван ден Берг        |       |        |
| DF               | 76 | Неко Вільямс             |       |        |
| MF               | 5  | Джорджиніо Вейналдум     |       |        |
| MF               | 7  | Джеймс Мілнер            | 105'  | 100'   |
| MF               | 20 | Адам Лаллана             |       | 75'    |
| MF               | 48 | Кертіс Джонс             |       |        |
| FW               | 23 | Джердан Шачірі           |       | 120+1' |
| FW               | 27 | Дівок Орігі              |       | 106'   |
| FW               | 67 | Гарві Елліотт            |       |        |
| Головний тренер: |    |                          |       |        |
| Юрген Клопп      |    |                          |       |        |

| GK               | 1  | Дієго Алвес             |      |      |
| RB               | 13 | Рафінья                 |      |      |
| CB               | 3  | Родріго Кайо            |      |      |
| CB               | 4  | Пабло Марі              |      |      |
| LB               | 16 | Філіпе Луїс             |      |      |
| DM               | 14 | Джорджіан Де Арраскаета |      | 77'  |
| CM               | 5  | Вілліан Аран            |      | 120' |
| CM               | 8  | Жерсон Сантос           |      | 102' |
| RM               | 7  | Евертон Рібейро         |      | 82'  |
| LM               | 27 | Бруно Енріке            |      |      |
| CF               | 9  | Габріел Барбоза         |      |      |
| Запасні:         |    |                         |      |      |
| GK               | 22 | Габріел Батіста         |      |      |
| GK               | 37 | Сезар                   |      |      |
| DF               | 2  | Родіней                 |      |      |
| DF               | 6  | Рене                    |      |      |
| DF               | 26 | Матеус Тулер            |      |      |
| DF               | 44 | Родолфо                 |      |      |
| MF               | 10 | Дієго                   | 112' | 82'  |
| MF               | 19 | Рейньєр                 |      |      |
| MF               | 25 | Роберт Піріс            |      |      |
| MF               | 28 | Орландо Берріо          |      | 120' |
| FW               | 11 | Вітіньйо                | 90'  | 77'  |
| FW               | 29 | Лінкольн                |      | 102' |
| Головний тренер: |    |                         |      |      |
| Жорже Жезуш      |    |                         |      |      |

| Гравець матчу: Роберто Фірміно («Ліверпуль») Помічники арбітра: Талеб Аль-Маррі (Катар) Сауд Аль-Макалех (Катар) Четвертий арбітр: Мустафа Горбаль (Алжир) Резервний помічник арбітра: Мокран Гурарі (Алжир) Відеоасистент арбітра: Хуан Мартінес Мунуера (Іспанія) Помічники відеоасистента: Естебан Остоїч (Уругвай) Кайл Аткінс (США) Бакарі Гассама (Гамбія) | Регламент - 90 хвилин. - 30 хвилин овертайму при необхідності. - Серія післяматчевих пенальті, якщо рахунок залишається рівним. - Дванадцять запасних. - Не більше трьох замін, з доданням четвертої заміни у випадку екстра-таймів. |

### Статистика
| Статистика       | «Ліверпуль» | «Фламенгу» |
| ---------------- | ----------- | ---------- |
| Голів            | 1           | 0          |
| Ударів           | 18          | 14         |
| Ударів в площину | 6           | 2          |
| Сейвів           | 2           | 5          |
| Володіння м'ячем | 48%         | 52%        |
| Кутові           | 5           | 7          |
| Фоли             | 22          | 16         |
| Оффсайди         | 3           | 6          |
| Жовті картки     | 4           | 2          |
| Червоні картки   | 0           | 0          |